# Lill-Rasttjärnen
Lill-Rasttjärnen är en sjö i Härjedalens kommun i Härjedalen och ingår i Ljusnans huvudavrinningsområde.